# راوتوم
راوتوم (به هلندی: Reutum) یک منطقهٔ مسکونی در هلند است که در توبرخن واقع شده‌است. راوتوم ۱٬۲۱۰ نفر جمعیت دارد.